# Брешиа, Джузеппе (политик)
Джузеппе Брешиа (итал. Giuseppe Brescia, родился 3 августа 1983 года в Бари) — итальянский политик, депутат Палаты депутатов Италии от Движения пяти звёзд.

## Биография
Окончил университет Бари имени Альдо Моро, педагог по образованию. Пять месяцев учился в Польше, восемь месяцев работал в Австралии. Сотрудничал с неправительственной организацией «Emergency». Избран в Палату депутатов 19 марта 2013 года по итогам парламентских выборов от XXI избирательного округа провинции Апулия. С 25 марта по 25 июня 2014 года возглавлял фракцию Движения пяти звёзд в Палате депутатов Италии, сменив на этом посту Федерико Д'Инка.
В настоящее время Брешия занимает пост вице-президента Парламентской комиссии по вопросам системы приёма, идентификации и депортации граждан, условий содержания мигрантов и использования общественных ресурсов (с 23 февраля 2016 года). Также является членом VII комиссии (по культуре, науке и образованию) с 7 мая 2013 года и комиссии по расследованию проявлений нетолерантности, ксенофобии, расизма и прочих видов дискриминации с 10 мая 2016 года.